# Les Sept Cadrans
Les Sept Cadrans (titre original : The Seven Dials Mystery) est un roman policier et d'espionnage d'Agatha Christie publié en janvier 1929 au Royaume-Uni, mettant en scène le Superintendant Battle. Il est publié la même année aux États-Unis et en France.
Bien que les intrigues soient totalement indépendantes, le roman prolonge, quatre ans plus tard, par une sorte de suite, le roman Le Secret de Chimneys, se déroulant dans le même cadre et avec au moins cinq personnages communs aux deux romans.

## Résumé
Une fête est organisée à Chimneys, demeure louée pour l'occasion par le multimillionnaire Sir Oswald Coote et son épouse au Marquis de Caterham pendant deux ans. En plus du couple, se trouvent trois filles et quatre jeunes hommes. L'un d'eux, Gerald "Gerry" Wade, a la réputation justifiée de se lever très tard dans la matinée, au grand dam de Lady Coote. Les six jeunes gens mettent au point une plaisanterie : ils achètent huit réveils qu'ils placent dans la chambre de Wade tandis que celui-ci dort, après les avoir programmés pour qu'ils se déclenchent à intervalles réguliers, le lendemain matin à partir de 6h30.
Le lendemain matin, toutes les sonneries des réveils se sont déclenchées, mais Wade n'a pas bougé de son lit. Plus tard, on découvre que le jeune homme est mort dans son lit, après avoir pris une trop grande quantité de chloral. Il ne reste que sept réveils...
Par la suite, on apprend l'existence de la société secrète des Sept Cadrans...

## Personnages
Les habitants de Chimneys
- Le Marquis de Caterham
- Lady Eileen "Bundle" Brent, sa fille
- Tredwell, le majordome de Chimneys
- MacDonald, le jardinier de Chimneys
- Bauer, valet de pied de Chimneys, remplace Alfred

Les locataires et leurs invités
- Sir Oswald Coote, le self-made millionnaire
- Maria, Lady Coote, son épouse
- Rupert Bateman, le secrétaire de Sir Oswald. Est allé à l'école avec Jimmy Thesiger.
- Jimmy Thesiger
- Stevens, le valet de chambre de Jimmy
- Ronny Devereux
- Gerald Wade
- Helen, Nancy et Vera "Socks" Daventry – membres de la soirée organisée par les Coote à Chimneys

Les Sept Cadrans
- Mr Mosgorovsky, propriétaire du club des sept cadrans
- Comte Andras et Hayward Phelps, membres des sept Cadrans

Les représentants de l'État
- Superintendant Battle, de Scotland Yard
- George Lomax, sous secrétaire d'état aux Affaires étrangères
- Bill Eversleigh, du Foreign Office
- Sir Stanley Digby, Ministre de l'air

Les autres
- Loraine Wade, la demi-sœur de Gérard Wade
- Alfred, ancien valet de pied de Chimneys
- Terence O’Rourke
- Comtesse Radzky
- Herr Eberhard, inventeur allemand

## Élaboration du roman

### Écriture
C'est seulement le deuxième roman qu'écrit Agatha Christie après son divorce d'avec son premier mari Archie Christie. Elle explique : « Je gagne en confiance dans mon écriture. Je sens que je n'aurai aucune difficulté à écrire un livre par an, voire quelques nouvelles en plus ».
Le livre est écrit au départ, dans ses carnets, comme un roman à énigme habituel ; puis elle décide de s'orienter vers le thriller, genre qu'elle avouera beaucoup plus facile à écrire, car la construction en est moins rigoureuse.